# Sascha Lange

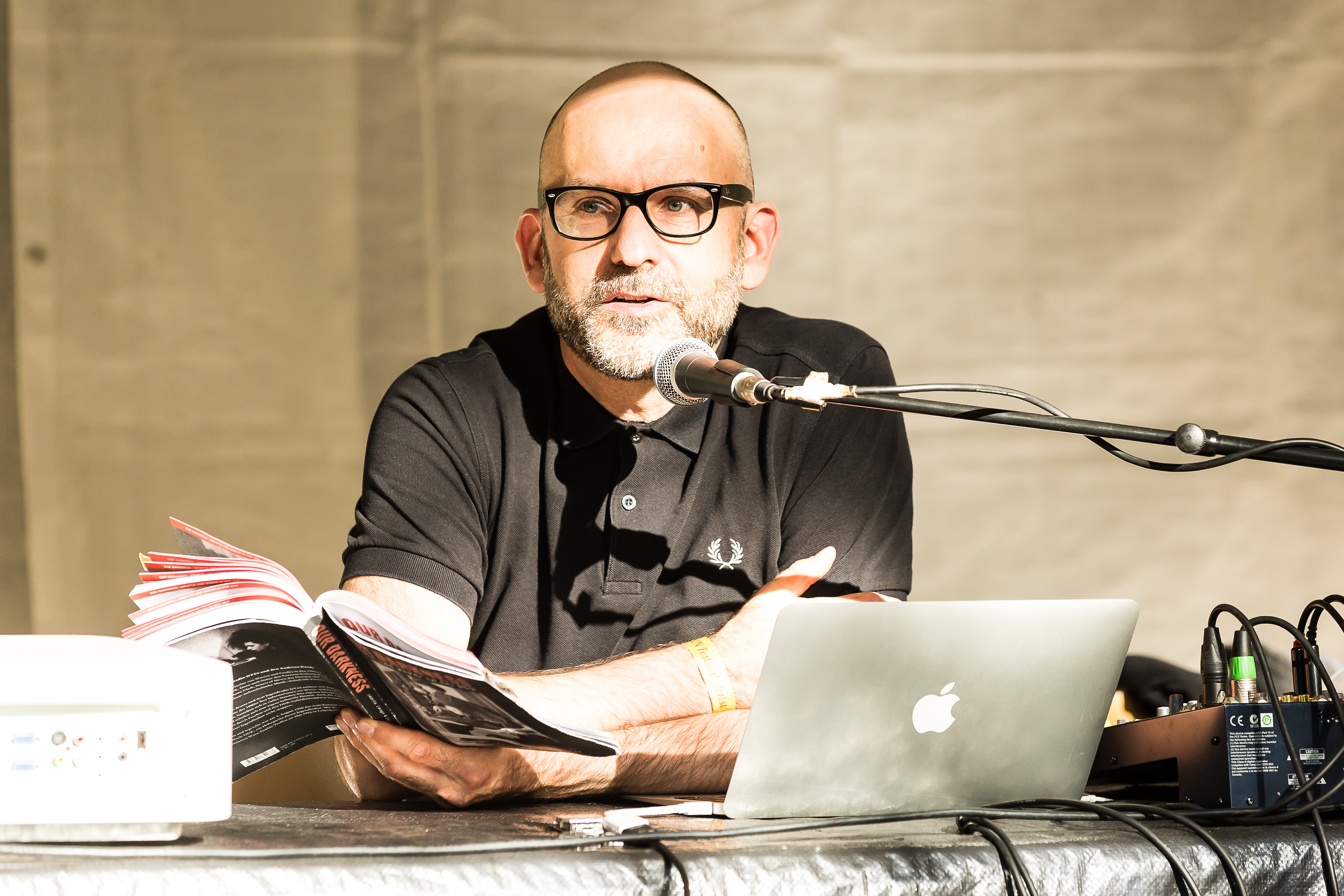
Sascha Lange bei einer Lesung 2022 auf dem NCN-Festival

Alexander „Sascha“ Lange (* 13. Dezember 1971 in Leipzig) ist ein deutscher Autor, Historiker und Musiker.

## Leben
Sascha Lange wuchs in Leipzigs Südvorstadt auf. Nach zehn Jahren Schulbesuch an der Polytechnischen Oberschule „Arthur Hoffmann“ erlernte er von 1988 bis 1990 den Beruf des Theatertischlers an der Oper Leipzig  und arbeitete anschließend bis 1993 als Bühnenhandwerker an der Oper und am Schauspiel Leipzig. Zwischendurch war er Zivildienst-Leistender für die Volkssolidarität in Leipzig.
Ab Herbst 1993 holte Lange sein Abitur am Leipzig-Kolleg nach. Von 1996 bis 2004 folgte sein Studium an der Universität Leipzig in den Fachrichtungen Mittlere und Neuere Geschichte, Journalistik und Politikwissenschaft. 2005 begann Lange – gefördert mit einem Stipendium der zum Deutschen Gewerkschaftsbund gehörenden Hans-Böckler-Stiftung – sein Promotionsstudium; 2009 wurde er zum Thema „Jugend zwischen Nichtanpassung und Widerstand in Leipzig während der NS-Zeit“ zum Dr. phil. promoviert.
2007 erschien sein Buchdebüt DJ Westradio – meine glückliche DDR-Jugend im Aufbau-Verlag, 2011 folgte der Roman Das wird mein Jahr. Im Herbst 2019 legte Sascha Lange zusammen mit Bernd-Lutz Lange die Dokumentation David und Goliath zu Leipzigs Friedlicher Revolution im Oktober 1989 vor, die auch im Aufbau-Verlag erschien.
Seit 2009 ist Sascha Lange freiberuflicher Autor und Historiker. Journalistische Beiträge verfasste er beispielsweise für den Mitteldeutschen Rundfunk (Artour, Figaro), Sächsische Zeitung, Stadtmagazin Kreuzer (Leipzig), Leipziger Zeitung, Leipziger Blätter, Beatpunk-Webmagazin und Fieberkurve-Musikfanzine.
Als Historiker arbeitet Lange hauptsächlich zu Jugendkulturen im 20. Jahrhundert sowie Jugendopposition und Widerstand während der NS-Zeit (Leipziger Meuten u. a.). Dazu publizierte er und war bundesweit mit Vortragsreisen unterwegs. 2012 war er Kurator der Dauerausstellung „Die Leipziger Meuten – Jugendopposition 1933–1945“ sowie 2017 die Wanderausstellung „Freiheit kontra Hitlerjugend-Jugendgruppen in Sachsen 1933–45“, beide im Schulmuseum Leipzig. Als wissenschaftlicher Berater wirkte er für die Gedenkstätte Deutscher Widerstand Berlin, die Gedenkstätte Buchenwald, das Schauspielhaus Leipzig
und den Mitteldeutschen Rundfunk.

## Privates
Sascha Lange lebt mit Lebensgefährtin und zwei gemeinsamen Kindern in Leipzig. Er  ist der Sohn von Bernd-Lutz Lange und Stefanie Lange.

## Musik
Sascha Lange war in folgenden Bandprojekten aktiv:
- Believe In Falter (1991–1993)
- Chromosome 86 (1996–2003)
- Sunday Music Club (2003–2010)
- Radioaktivists (2019).

## Buchveröffentlichungen
- DJ Westradio – meine glückliche DDR-Jugend. Aufbau-Verlag, Berlin 2007, ISBN 978-3-351-02645-5.
- Das wird mein Jahr (Roman). Aufbau-Verlag, Berlin 2011, ISBN 978-3-7466-2635-2.
- Sascha Lange: Café Corso – aus der hundertjährigen Geschichte eines Kaffeehauses. Passage-Verlag, Leipzig 2012, ISBN 978-3-95415-005-2.
- Die Leipziger Meuten – Jugendopposition im Nationalsozialismus – eine Dokumentation. Passage-Verlag, Leipzig 2012, ISBN 978-3-95415-001-4.
- Dennis Burmeister, Sascha Lange: Depeche Mode Monument. Aufbau-Verlag, Berlin 2013, ISBN 978-3-351-05040-5 (bislang größte und umfassendste Werkschau zu Depeche Mode, erschien auch in polnischer, tschechischer, italienischer, russischer und englischer Sprache).
- Meuten, Swings & Edelweißpiraten. Ventil Verlag, Mainz 2015, ISBN 978-3-95575-039-8 (Überblicks-Darstellung zum Thema Jugendkultur und Opposition im Nationalsozialismus.  Es folgte eine bundesweite Vortragstour, 2016 teilweise begleitet von Monchi, dem Sänger der Band Feine Sahne Fischfilet).
- Dennis Burmeister, Sascha Lange: Behind The Wall – Depeche Mode-Fankultur in der DDR. Ventil Verlag, Mainz 2018, ISBN 978-3-95575-089-3.
- Bernd-Lutz Lange, Sascha Lange: David gegen Goliath – Erinnerungen an die Friedliche Revolution. Aufbau-Verlag, Berlin 2019, ISBN 978-3-351-03787-1.
- Dennis Burmeister, Sascha Lange: Depeche Mode: Live. Aufbau-Verlag / Blumenbar, Berlin 2023, ISBN 978-3-351-05085-6.